# أوكنة أرجوانية داكنة
أوكنة أرجوانية داكنة (الاسم العلمي:Ochna atropurpurea) هي نوع من النباتات تتبع جنس الأوكنة من الفصيلة الأوكنية.